# Islandia en el Festival de la Canción de Eurovisión 2003
Islandia participó en el Festival de la Canción de Eurovisión 2003 en Riga, Letonia, con la canción "Open Your Heart", interpretada por Birgitta Haukdal, compuesta por Hallgrímur Óskarsson y escrita por Sveinbjörn I. Baldvinsson y la propia cantante. La representante islandesa fue escogida por medio del Söngvakeppni Sjónvarpsins 2003, organizado por la RÚV. Islandia obtuvo el 8.º puesto el 24 de mayo de 2003.

## Antecedentes
Antes de la edición de 2003, contando desde su debut en 1986, Islandia había participado en el Festival de la Canción de Eurovisión quince veces. La mejor posición de Islandia en el concurso, hasta este punto, fue el 2.º puesto alcanzado en 1999, con Selma y la canción "All Out of Luck". En 2001, Islandia fue representada por Two Tricky con la canción "Angel", obteniendo el 22.º puesto de 23 participantes. Como resultado de esto, fue aplicada la regla de relegación que forzó la ausencia de Islandia en 2002.
La radioemisora nacional islandesa, Ríkisútvarpið (RÚV), transmite el evento dentro de Islandia y organiza el proceso de selección del representante del país. Para esto último, ha utilizado tanto elecciones internas como la realización de una final nacional. En 2000 y 2001, Islandia utilizó la final nacional.

## Antes de Eurovisión
Islandia seleccionó a su participante mediante su final nacional, conocida como Söngvakeppni Sjónvarpsins.

### Söngvakeppni Sjónvarpsins 2003
El Söngvakeppni Sjónvarpsins 2003 fue el formato de final nacional desarrollado por la RÚV para seleccionar la representación de Islandia en el Festival de la Canción de Eurovisión 2003. Fue realizado en el Háskólabíó, en Reykjavík. Los presentadores fueron Gísli Marteinn Baldursson y Logi Bergmann Eiðsson.

#### Formato
Quince canciones en total compitieron en el Söngvakeppni Sjónvarpsins 2003. El ganador fue elegido tras la realización de una única gala, el 15 de febrero de 2003, siendo el ganador determinado por televoto.

#### Participantes
El 22 de octubre de 2002 la RÚV abrió el período de recepción de canciones, el cual concluyó el 18 de noviembre de 2002. Las canciones debían enviarse e interpretarse en islandés, teniendo la canción ganadora la opción de ser versionada al inglés u otro idioma para el Festival. Al finalizar el período de recepción de canciones, 190 candidaturas fueron recibidas. El 17 de enero de 2003 la RÚV anunció los artistas, las canciones y compositores que participarían en la final nacional.
| Artista                                            | Canción                  | Traducción                   | Compositor/es Música (m) y Letra (l)                                    |
| -------------------------------------------------- | ------------------------ | ---------------------------- | ----------------------------------------------------------------------- |
| Birgitta Haukdal                                   | Segðu mér allt           | "Dímelo todo"                | Hallgrímur Óskarsson (m/l) y Birgitta Haukdal (l)                       |
| Botnleðja                                          | Euróvísa                 | "Eurovisa"                   | Botnleðja (m/l)                                                         |
| Eivør Pálsdóttir                                   | Í nótt                   | "Esta noche"                 | Ingvi Þór Kormáksson (m) y Friðrik Erlingsson (l)                       |
| Hjördís Elín Lárusdóttir & Guðrún Árný Karlsdóttir | Með þér                  | "Contigo"                    | Sveinn Rúnar Sigurðsson (m/l)                                           |
| Höskuldur Örn Lárusson                             | Allt                     | "Todo"                       | Höskuldur Örn Lárusson (m) y Egill Lárusson (l)                         |
| Hreimur Örn Heimisson                              | Þú                       | "Tú"                         | Grétar Örvarsson (m) y Ingibjörg Gunnarsdóttir (l)                      |
| Hreimur Örn Heimisson                              | Mig dreymdi lítinn draum | "Soñé un pequeño sueño"      | Friðrik Karlsson (m/l)                                                  |
| Ingunn Gylfadóttir                                 | Sögur                    | "Historias"                  | Ingunn Gylfadóttir (m), Tómas Hermannsson (m) y Sigurjón Sigurðsson (l) |
| Jóhanna Vigdís Arnardóttir                         | Þú og ég (er ég anda)    | "Tú y yo (mientras respiro)" | Ingólf Sv. Guðjónsson (m) y Stefán Hilmarsson (l)                       |
| Ragnheiður Eiríksdóttir                            | Tangó                    | "Tango"                      | Ragnheiður Eiríksdóttir (m) y Þorkell S. Símonarson (l)                 |
| Ragnheiður Gröndal                                 | Ferrari                  | —                            | Páll Torfi Önundarson (m/l)                                             |
| Regína Ósk Óskarsdóttir & Hjalti Jónsson           | Engu þurfum að tapa      | "No hay necesidad de perder" | Einar Jónsson (m/l)                                                     |
| Rúnar Júlíusson                                    | Ást á skítugum skóm      | "Amor en zapatos sucios"     | Karl O. Olgeirsson (m/l)                                                |
| Þóra Gísladóttir                                   | Hvar sem ég enda         | "Donde sea que termine"      | Karl O. Olgeirsson (m) y Bragi Valdimar Skúlason (l)                    |
| Þórey Heiðdal Vilhjálmsdóttir                      | Sá þig                   | "Nos vemos"                  | Albert G. Jónsson (m) y Kristinn Sturluson (l)                          |

### Final
La canción ganadora de Haukdal fue presentada en islandés como "Segðu mér allt". Sólo los tres mejores puestos, y la cantidad de votos que habían conseguido cada uno, fueron anunciados, pero informes posteriores, sin confirmar, sugirieron que Ragnheiður Eiríksdóttir había acabado cuarta, e Ingunn Gylfadóttir última.
| Final (15 de febrero de 2003) | Final (15 de febrero de 2003)                      | Final (15 de febrero de 2003) | Final (15 de febrero de 2003) | Final (15 de febrero de 2003) |
| #                             | Artista                                            | Canción                       | Televoto                      | Puesto                        |
| ----------------------------- | -------------------------------------------------- | ----------------------------- | ----------------------------- | ----------------------------- |
| 1                             | Þóra Gísladóttir                                   | Hvar sem ég enda              | —                             | —                             |
| 2                             | Ragnheiður Gröndal                                 | Ferrari                       | —                             | —                             |
| 3                             | Hreimur Örn Heimisson                              | Þú                            | —                             | —                             |
| 4                             | Ingunn Gylfadóttir                                 | Sögur                         | —                             | —                             |
| 5                             | Eivør Pálsdóttir                                   | Í nótt                        | —                             | —                             |
| 6                             | Hjördís Elín Lárusdóttir & Guðrún Árný Karlsdóttir | Með þér                       | —                             | —                             |
| 7                             | Regína Ósk Óskarsdóttir & Hjalti Jónsson           | Engu þurfum að tapa           | —                             | —                             |
| 8                             | Botnleðja                                          | Euróvísa                      | 10 594                        | 2                             |
| 9                             | Birgitta Haukdal                                   | Segðu mér allt                | 21 964                        | 1                             |
| 10                            | Rúnar Júlíusson                                    | Ást á skítugum skóm           | —                             | —                             |
| 11                            | Þórey Heiðdal Vilhjálmsdóttir                      | Sá þig                        | 5 041                         | 3                             |
| 12                            | Hreimur Örn Heimisson                              | Mig dreymdi lítinn draum      | —                             | —                             |
| 13                            | Ragnheiður Eiríksdóttir                            | Tangó                         | —                             | —                             |
| 14                            | Höskuldur Örn Lárusson                             | Allt                          | —                             | —                             |
| 15                            | Jóhanna Vigdís Arnardóttir                         | Þú og ég (er ég anda)         | —                             | —                             |

## En Eurovisión
En la noche de la final Birgitta actuó primera en el orden de salida, precediendo a Austria. Al cierre de las votaciones, "Open Your Heart" había recibido 81 puntos (incluyendo los doce puntos de Malta y Noruega), colocando a Islandia en 8.º puesto (junto con España) de las 26 entradas.  Los 12 puntos del televoto islandés fueron otorgados a Noruega.
El puesto obtenido por Haukdal, entre los 10 primeros, significó que Islandia obtuvo una de las plazas de clasificación automática para la final de 2004.

### Puntos otorgados a Islandia
| Final             | Final                 | Final               | Final              | Final                                    |
| 12 puntos         | 10 puntos             | 8 puntos            | 7 puntos           | 6 puntos                                 |
| ----------------- | --------------------- | ------------------- | ------------------ | ---------------------------------------- |
| - Malta - Noruega |                       | - Turquía           | - Irlanda - Suecia | - Croacia - Países Bajos                 |
| 5 puntos          | 4 puntos              | 3 puntos            | 2 puntos           | 1 punto                                  |
| - Chipre          | - Eslovenia - Ucrania | - Bélgica - Letonia |                    | - Alemania - Estonia - Francia - Polonia |

### Puntos otorgados por Islandia
| Final     | Final    |
| --------- | -------- |
| 12 puntos | Noruega  |
| 10 puntos | Austria  |
| 8 puntos  | Alemania |
| 7 puntos  | Bélgica  |
| 6 puntos  | España   |
| 5 puntos  | Suecia   |
| 4 puntos  | Rusia    |
| 3 puntos  | Turquía  |
| 2 puntos  | Irlanda  |
| 1 punto   | Estonia  |